# Libice nad Doubravou
Libice nad Doubravou – miasteczko i gmina w Czechach, w powiecie Havlíčkův Brod, w kraju Wysoczyna. 1 stycznia 2014 liczyła 857 mieszkańców.